# Zimapán-Talsperre
Die Zimapán-Talsperre (spanisch „Presa Fernando Hiriart“ bzw. „Central Hidroeléctrica de Zimapán“) befindet sich am Río Moctezuma in Mexiko in den Bundesstaaten Hidalgo und Querétaro 30 km südwestlich von Zimapán. Die Stauanlage wurde nach dem Ingenieur Fernando Hiriart Balderrama benannt. Entworfen wurde die neue Staumauer von Giovanni Lombardi.
In den Stausee fließen außerdem der Rio San Juan und der Rio Tula hinein; sie vereinigen sich darin zum Rio Moctezuma.
Das Wasserkraftwerk verfügt über zwei Pelton-Turbinen mit je 146 MW Leistung. Mit ihnen kann jährlich eine Energiemenge von 1.292,4 GWh erzeugt werden. Die erste Generatoreinheit ging im September 1995 in Betrieb. Betreiber ist die Elektrizitätsgesellschaft Comisión Federal de Electricidad.
Das Absperrbauwerk ist eine bis zu 207 m hohe Bogenstaumauer in einem engen Tal; andere Angaben sprechen von 203 m Höhe.